# 10 Cloverfield Lane
10 Cloverfield Lane is een Amerikaanse thriller uit 2016 onder regie van Dan Trachtenberg. Het originele scenario droeg de werktitel The Cellar, na overname door Bad Robot Productions, het productiehuis van J.J. Abrams, kreeg het de werktitel Valencia. Uiteindelijk kreeg de film de titel 10 Cloverfield Lane om als onrechtstreeks vervolg te dienen op Cloverfield uit 2008.

## Verhaal
Na een verkeersongeval ontwaakt Michelle in een ondergrondse betonnen kamer. Haar bewaker, Howard, beweert haar te beschermen tegen een chemische aanval die buiten heeft plaatsgevonden. In de bunker ontmoet ze Emmett, een overlevende die Michelle probeert te overtuigen dat hij de aanval zelf heeft gezien. Weinig overtuigd door hun verhaal probeert ze zo snel mogelijk te ontsnappen. Eens boven de grond ontdekt ze een vrouw met een huidinfectie die smeekt om in de bunker te komen. Ze besluit terug te keren, maar na verloop van tijd ontdekken zij en Emmett de ware en gruwelijke aard van Howard. Samen besluiten ze een nieuwe ontsnappingspoging te ondernemen.

## Rolverdeling
| Acteur                  | Personage              |
| ----------------------- | ---------------------- |
| Mary Elizabeth Winstead | Michelle               |
| John Goodman            | Howard Stambler        |
| John Gallagher Jr.      | Emmett DeWitt          |
| Suzanne Cryer           | vrouw met huidinfectie |